# Ray Matthews
Ray Matthews – australijski judoka.
Zdobył cztery medale mistrzostw Oceanii w latach 1977 - 1994. Mistrz Australii w 1987 i 1996 roku.